# 전승사
전승사(傳承史, 독일어: Traditionsgeschichte, 영어: tradition history) 혹은 전승비평(傳承批評, 독일어: Traditionkritik, 영어: tradition criticism)은 성서비평학의 한 방법론이다. 전승이 구전(口傳)에서 발전하여 최종 형태에 이르기까지의 과정을 분석한다. 개별 용어, 관용구, 인용구, 주제 또는 모티프들이 성서 안팎의 구전 전통 속에서 어떻게 의미를 형성하게 되었는지를 구체적으로 살펴본다.
전승사는 본문이 어떤 선행 텍스트나 사용례들과 관련되어 있으며, 그런 관계 속에서 어떤 의미적 영향을 받았는가에 관심을 둔다는 점에서, 본문의 구체적인 형태가 형성되기까지의 구술 및 문서 단계들을 탐색하는 본문비평, 전통비평, 자료비평 등과 구분된다.
전승사는 어떤 개념이나 표현의 의미가 단순히 해당 본문의 문맥이나 일반적인 언어적 의미만으로는 충분히 드러나지 않으며, 성서 저자가 이미 알고 있었고 독자들도 알고 있을 것이라고 가정한 선행 전통에 뿌리를 두고 있음을 전제로 한다. 이러한 의미는 현대 독자가 전승사의 방법론을 통해서만 파악할 수 있다.
이 방법론은 헤르만 궁켈에 의해 발전되었다. 양식비평의 자매 학문으로, 궁켈이 주도했던 양식비평과 자료비평의 결과를 바탕으로 전승 해석의 역사를 구축하는 데 기여했다. 양식 비평과 전승사 비평은 서로 중첩되지만, 양식 비평의 초점은 보다 좁다.
전승사 비평은 세속적 민속학과도 연결되는데, 특히 악셀 올릭(Axel Olrik)의 스칸디나비아 민속 연구와 그가 정립한 민속의 "법칙"들에 영향을 받았다. 성경의 이야기들은 이러한 "법칙"을 바탕으로 분석되었으며, 이를 통해 민속적 특성을 이해하려 했다.

## 정의
20세기에 들어서 이야기가 전해져 내려오는 전달의 과정을 '전승'(傳承, 독일어: Überlieferung, 라틴어: traditio)으로, 내려오는 이야기 자체를 '전통'(傳統, 독일어: Tradition, 라틴어: Traditum)으로 구별하여 분석하기 시작했다. 이에 따라 마르틴 노트가 '전승사'(독일어: Überlieferungsgeschichte)라는 이름으로 분석하던 것을 현대에는 '전통사'(독일어: Traditionsgeschichte)로 재정의하여 부른다.

## 방법론
전승비평(Traditionskritik)의 출발 가설은, 특정한 문헌 텍스트가 본래 입으로 전해진 구전 전승에 기초하고 있었다는 데 있다. 실제로 많은 이야기, 예를 들어 현대의 유머나 도시전설과 같은 이야기들도 원래 구술로 전달되는데, 이러한 구술 전승은 그 자체로 역동적인 과정을 거친다. 이야기의 전승 과정에서 외형뿐 아니라 핵심 내용이나 결말조차 변화하는 경우가 있다. 이는 구술 전통의 유연성과 가변성을 보여준다.
이러한 변화 가능성은 문서화가 이루어지면서 크게 제한된다. 문서로 기록된 텍스트는 상대적으로 변형에 저항적이며, 글의 양식과 그 해석을 보다 고정적으로 만든다. 구술로 전해지던 이야기들이 다양한 맥락에서 재해석되고 강조점이 변화할 수 있었던 것과 달리, 문서화된 형태는 정형화된 의미를 부여받게 된다.
전승비평은 문서화된 최종 텍스트로부터 그 이전의 구술 전승 단계를 추론하기 위한 방법론이다. 이를 위해 현존하는 문헌을 분석하여 그 기원으로 거슬러 올라가며, 구술에서 문서로 이어지는 과정을 단계적으로 역추적하는 가설을 설정한다. 이러한 추론은 절대적인 확증보다는 개연성에 근거한 가설로 구성되며, 구술 전승의 본질상 강한 단정적 해석은 불가능하다는 점이 전제된다.
전승비평은 전승의 구체적 내용을 역사적으로 밝히기보다는, 텍스트에 담긴 전승의 흔적과 변화 과정을 재구성함으로써 해당 텍스트가 어떤 문화적 배경과 의미 구조 속에서 형성되었는지를 밝히는 데 목적이 있다.
전승비평에서는 구약성경 속 이야기들이, 생성되고 전달되던 문화적 배경인 고대 근동 사회와 서로 영향을 주고받을 수 밖에 없었음에 주목한다. 고대 근동의 여러 전승들, 즉 길가메시 서사시나 지우수드라 이야기 등과 비교하여 이야기의 공통점과 차이점을 분석한다. 이때 공통점은 시대에 따라 바뀌지 않았음에 따라 '불변요소'로, 차이점은 '가변요소'라 부른다.

### 1단계: 전승 단위의 분리
오래된 이야기가 새로운 문맥에 통합될 경우 흔적을 남기게 된다고 본다. 이러한 흔적은 대체로 문헌비평 혹은 자료비평을 통해 발견될 수 있고, 따라서 전승비평은 일반적으로 문헌비평에 선행된 텍스트 분석을 바탕으로 시작된다. 다시 말해, 특정한 텍스트 단위가 이질적인 전거에서 비롯된 것으로 판단될 경우, 전승비평은 그러한 부분이 구술 전통에 기초하고 있을 가능성을 탐색하기 시작한다.

### 2단계: 초기 형태의 재구성
이 단계에서는 하나 혹은 그 이상의 구술 형태를 가정하고, 가능한 한 이른 시기의 전승 형태를 추론한다. 이를 위해 다양한 문헌비평적 기법(예: 문체 층위의 구분 등)이 활용되며, 동시에 구술 전승의 일반적 특징과 그 영향력을 고려한 전승비평 고유의 방법론이 적용된다.

### 3단계: 전승의 목적과삶의 자리추정
전승비평의 궁극적 목적은 해당 텍스트가 구술로 전해졌던 당시의 실용적 기능(예: 어떤 목적, 어떤 의도로 이야기되었는가?)을 밝히고, 이를 바탕으로 그 전승의 ‘삶의 자리’를 추정하는 데 있다. 성서 해석의 대표적인 사례로는 ‘성만찬 말씀’이 있다. 이는 마태복음 26장 26-28절과 고린도전서 11장 23-25절에서 서로 다른 형태로 전해지는 예수의 말로, 실용적 분석을 통해 초기 기독교 공동체의 성만찬 예식에서 사용된 예전적 공식으로 기능했음을 밝힐 수 있다.

## 강점과 약점
전승사 비평은 해석자들에게 일부 본문이 구전 역사를 가졌을 가능성을 고려하게 만든다는 점에서 중요한 강점이 있다. 또한, 과거의 전승은 현재의 목적을 위해 반복적으로 재구성되고 사용되었음을 강조하며, 각 세대마다 이러한 전승이 현실적이고, 생동감 있고, 관련성 있는 것으로 만들어졌다는 점을 드러낸다.
그러나 이 방법론에는 약점도 있다. 전승사 비평은 자료 비평에서 도출된 추론들에 의존하며, 때로는 매우 추측적인 재구성을 만들어낼 위험이 있다. 또한, 구전 전승의 역할을 과장할 가능성도 있다. 만약 본문이 구전된 후 곧바로 기록되었다면, 구전의 오랜 역사를 가정하는 전승사 비평의 전제는 무너질 수 있다.
악셀 올릭의 "법칙"을 적용하는 것 역시 문제를 가진다. 아이슬란드 민속과 히브리 민속을 비교하는 것은 두 문화의 큰 차이로 인해 불확실한 유추일 수 있다. 일부 민속학자들은 올릭의 법칙이 심지어 스칸디나비아 문학에조차 보편적으로 적용되지 않는다고 지적하며, 궁켈도 이 법칙이 창세기의 모든 이야기에는 적용되지 않는다고 인정한 바 있다.

## 같이 보기
- 성서비평학

## 참고문헌
- G. W. Coats, s.v. "Tradition Criticism, OT," Interpreter's Dictionary of the Bible, Supplement.
- R. N. Whybray, The Making of the Pentateuch. Sheffield: JSOT Press, 1987, pp. 133–219.

- Odil Hannes Steck: Exegese des Alten Testaments. Leitfaden der Methodik. 13. Auflage, Neukirchen-Vluyn:Neukirchener 1999 ISBN 3-7887-1313-5
- Klaus Berger: Exegese des Neuen Testaments. Neue Wege vom Text zur Auslegung. UTB 658, 2., durchgesehene Auflage, Heidelberg:Quelle&Meyer 1984 ISBN 3-494-02070-1
- Wilhelm Egger: Methodenlehre zum Neuen Testament. Einführung in linguistische und historisch-kritische Methoden. Freiburg:Herder 1987 ISBN 3-7462-0441-0
- Georg Fohrer et al.: Exegese des Alten Testaments. Einführung in die Methodik. UTB 267, 4., durchgesehene und überarbeitete Auflage, Heidelberg:Quelle&Meyer 1983 ISBN 3-494-02024-8